# Daito Ryu Aiki Jujutsu
Daito-ryu Aiki-jiutsu (Daitō-ryū Aiki-jūjutsu) is een Japanse krijgskunst die bekend werd in het begin van de 20e eeuw onder leiding van Takeda Sokaku, die naar deze stijl verwees als Daito-Ryu (letterlijk, "Grote School"). Takeda's bekendste leerling was Morihei Ueshiba, de stichter van Aikido. Ook het Koreaanse Hapkido is uit Daito-ryu Aiki-jiutsu ontstaan.

## Daito-Ryo
Daito-Ryo bestaat sinds de 11e eeuw. Shinra Saburō Minamoto no Yoshimitsu, een samoerai van de Minamotoclan, gaf les vanuit een huis met de naam Daito, waar hij ook was opgegroeid. De naam zou "Groot Oosten" betekenen, verwijzend naar de koloniale ambities van Japan. Na de kolonisatie van Korea, ontstaat ook Hapkido. Maar ook Japanse krijgskunsten werden ook beïnvloed door het Koninkrijk Korea en het Chinese keizerrijk. Zo delen vele krijgskunsten dezelfde technieken, terwijl ze hun eigen (eventueel nationalistische) invulling geven. Ryo betekent "school" en kunnen we lezen als "(collectief uit- en ingeoefende) stijl".

## Aiki
Aiki vinden we terug in de moderne variant Aikido. Ai verwijst naar "harmonie". Ki naar het Chinese Chi, of 'kracht'. Jiutsi betekent "techniek". Jiujitsu betekent dan ook "soepele techniek".
Aiki-jiutsu werd echter opgedeeld in drie stijlen: ju-jitsu (hier, harde stijl), aiko no jutsu (hier, zachte stijl; let op "ai") en de combinatie van beide. Centraal bij moderne ju-jitsu en aikido blijft echter de idee een aanval vroeg te neutraliseren.